# Dynamique hyperbolique
La dynamique hyperbolique est l'étude des systèmes dynamiques qui présentent de l'hyperbolicité. Décrivons un exemple simple : on se donne la matrice diagonale
{\displaystyle {\begin{pmatrix}2&0\\0&1/2\end{pmatrix}}}
on peut regarder sa dynamique sur le plan. {\displaystyle O} est le seul point fixe. On a une direction qui est comprimée, une direction qui est dilatée. On peut remarquer que les autres points ont trois comportements : soit ils tendent vers {\displaystyle O}, soit ils s'en éloignent en ligne droite, soit ils ont une trajectoire en forme d'hyperbole.
On dit qu'un système dynamique différentiel présente de l'hyperbolicité quand tous les points périodiques présentent ce genre de comportement, ou plus généralement, tous les ensembles compacts invariants. Le résultat important concernant ces systèmes dynamiques est qu'il exhibent des propriétés de stabilité et des propriétés ergodiques, qui en font des bons candidats pour décrire les systèmes physiques.

## Ensembles hyperboliques
On se donne une variété riemannienne {\displaystyle M}, et une application {\displaystyle f}, {\displaystyle C^{1}}, de {\displaystyle M} dans {\displaystyle M}. On se donne une partie {\displaystyle \Lambda } de {\displaystyle M}. Alors on dit que {\displaystyle \Lambda } est un ensemble (uniformément) hyperbolique pour {\displaystyle f} si :
- {\displaystyle \Lambda } est compacte ;
- {\displaystyle \Lambda } est {\displaystyle f}-invariante ;
- {\displaystyle TM_{|\Lambda }} se décompose en la somme de Whitney :

{\displaystyle TM_{|\Lambda }=E^{s}\oplus E^{u}}
et s'il existe des constantes {\displaystyle C>0} et {\displaystyle \lambda >1} uniformes sur {\displaystyle \Lambda } telles que pour tout point {\displaystyle x} et tout entier positif {\displaystyle n},
{\displaystyle \|\mathrm {d} f_{E^{s}}^{n}(x)\|\leq C\lambda ^{-n}}
{\displaystyle \|\mathrm {d} f_{E^{u}}^{n}(x)\|\geq C\lambda ^{n}.}
Il convient de faire plusieurs remarques. Si la variété est compacte, cette définition est indépendante du choix de la métrique, donc c'est vraiment une propriété purement différentielle.
Dans le cas de l'exemple de l'introduction, {\displaystyle O} était un ensemble hyperbolique à lui tout seul.
{\displaystyle f} n'est pas nécessairement un difféomorphisme, mais on fait souvent cette hypothèse, qui permet de voir la dynamique comme une action de groupe. Un accès de bourbakisme aigu pourrait nous pousser à définir une notion analogue pour les actions de groupes de Lie. Limitons-nous à remarquer que dans le cas d'un flot, il suffit de remplacer la somme de Whitney par :
{\displaystyle TM_{|\Lambda }=E^{s}\oplus E^{u}\oplus \langle X\rangle }
où {\displaystyle X} est la direction du flot.
Maintenant, il faut savoir quand on dit que {\displaystyle f} est elle-même hyperbolique. Un point fixe hyperbolique est toujours un ensemble hyperbolique, mais réciproquement, certaines dynamiques admettent des ensembles hyperboliques bien moins simples (comme des Cantor, par exemple). La terminologie qui s'est imposée est celle de Smale : « Axiom A map (en) ». On dit donc que {\displaystyle f} vérifie l'axiome A de Smale si :
- L'ensemble non errant (en) {\displaystyle \Omega (f)} de {\displaystyle f} est hyperbolique (donc compact)
- Les points périodiques de {\displaystyle f} sont denses dans  {\displaystyle \Omega (f)}

## Stabilité structurelle
On dit qu'une application {\displaystyle f} d'une variété {\displaystyle M} dans elle-même, d'une régularité {\displaystyle C^{\beta }} (pour une certaine classe {\displaystyle \beta }) est structurellement stable s'il existe un ouvert {\displaystyle U} dans la topologie {\displaystyle C^{\beta }} des applications de {\displaystyle M} dans {\displaystyle M} tel que pour tout {\displaystyle g} dans {\displaystyle U}, il existe un homéomorphisme {\displaystyle h} de {\displaystyle M} qui conjugue {\displaystyle f} et {\displaystyle g} :
{\displaystyle h\circ g\circ h^{-1}=f}.
Dans la pratique pour qu'il existe des exemples, il faut travailler dans un espace de régularité strictement plus fort que continu. Et généralement on travaille dans les espaces {\displaystyle C^{r}}. Sans entrer dans les détails, on peut montrer que les difféomorphismes (et les flots aussi) qui sont C1-structurellement stables sont exactement ceux qui sont Axiome A et vérifient une hypothèse technique supplémentaire,,. On conjecture depuis ces résultats que la même chose est vraie en topologie C2, mais c'est encore un problème ouvert.

## Exemples
Les systèmes d'Anosov sont les exemples de base de la dynamique hyperbolique.